# The Cop
Pour plus de détails, voir Fiche technique et Distribution.
The Cop est un film américain réalisé par Donald Crisp, sorti en 1928.

## Synopsis
Pete Smith est un opérateur de pont levant travaillant dans un port, qui se sent seul dans sa cabine, étant donné que personne ne vient le visiter hormis le sergent Coughlin, un policier, lors de ses rondes. Une nuit, après avoir entendu des coups de feu, Smith donne refuge à Marcas, un homme blessé, qu'il cache à Coughlin. Avant de le quitter, il promet à l'opérateur de lui rendre service pour le remercier en plus du manteau qu'il lui a emprunté.
Plus tard, Smith entre dans les rangs de la police et son chef, Mather, le soupçonne de protéger Marcas, qui est en fait un gangster. Marcas envoie une fille, Mary Monks, pour livrer à Smith un luxueux manteau avec un col en fourrure. Les deux commencent à s'apprécier au point qu'elle finisse par trahir son patron. Ce dernier est finalement abattu par les police, après avoir empêché sa bande de tuer Smith. De son côté, Mary s'en va seule dans la nuit et lorsque Mather découvre que Pete la protège, il fait disparaître les preuves de sa présence sur place.

## Fiche technique
- Titre : The Cop
- Réalisation : Donald Crisp
- Scénario : Elliott J. Clawson, Tay Garnett et John W. Krafft
- Photographie : Arthur C. Miller
- Pays d'origine :  États-Unis
- Format : Noir et blanc - 1,33:1 - Film muet
- Date de sortie : 1928

## Distribution
- William Boyd : Pete Smith
- Alan Hale : Mather
- Jacqueline Logan : Mary Monks
- Robert Armstrong : Scarface Marcas
- Tom Kennedy : Sergent Coughlin